# 商业中心站 (加里宁-松采沃线)
商業中心站（羅馬化：Delovoy Tsentr）是莫斯科地鐵加里宁-松采沃线的一個車站，開通於2014年1月31日。車站得名於莫斯科國際商務中心。